# Митрополит

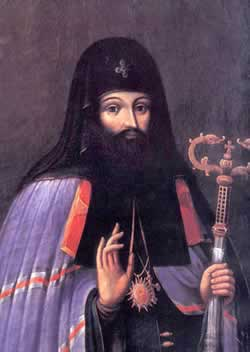
Митрополит Петро Могила

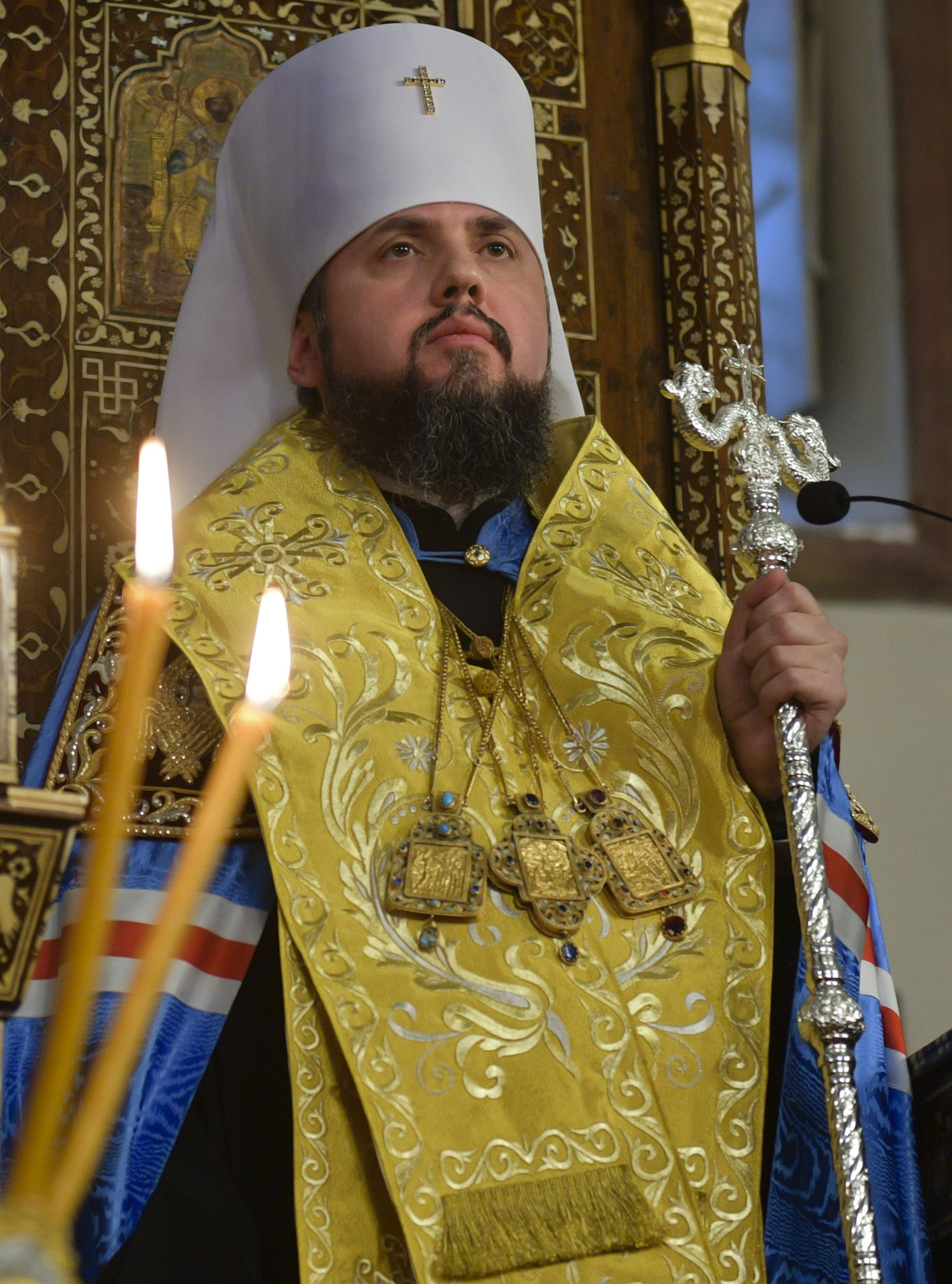
Митрополит Київський Епіфаній

Митрополи́т (грец. μητροπολίτης — «той, хто з митрополії») — другий після патріарха титул єпископа в православній церкві (в грецькій традиції третій після патріарха та архиєпископа), головуючий в Митрополії, також очолює автокефальні або автономні церкви.

## Митрополити в Україні
Від прийняття християнства митрополитами для Київської-Русі були київські митрополити, які перебували в юрисдикції царгородських патріархів. У дотатарську добу митрополитів, за винятком Іларіона, Клима Смолятича та Кирила II (III) (всі троє русини), призначав царгородський патріарх, хоч це суперечило звичаям східної церкви, за якими патріархові належало лише затвердження кандидата, обраного на місці, в церковній області. Церковна залежність київського митрополита від патріарха обмежувалась актами вищого канонічного порядку та церковної політики, так що можна говорити про фактичну автокефалію київської митрополії.
Права й авторитет митрополитів були означені апостольськими правилами, грецьким номоканоном і уставами руських князів (св. Володимира та Ярослава Мудрого). Митрополит, що у своїй єпархії мав усі права єпархіального єпископа, скликав єпископів своєї митрополії на собори, головував на них і стежив за виконанням їх ухвал, дбав про призначення єпископів на вакантні кафедри (київська митрополія перед татарською навалою об'єднувала 16 єпархій), затверджував і висвячував кандидатів на єпископів, доглядав за виконанням церковних постанов у єпископіях своєї митрополії, візував їх, приймав скарги на єпископів, судив на єпископських судах, а при потребі й усував підлеглих. Митрополит мав навіть право чинити суд над деякими цивільними справами (поступово її обмежено). Митрополити репрезентували церкву перед вищою світською владою і мали великий вплив на всі державні справи як дорадники князя, а в часи татарського лихоліття були оборонцями населення перед татарськими ханами.
Занепад Київської держави та зруйнування Києва татарами були причиною, що київські митрополити з другої пол. XIII ст. перенесли свій осідок до Москви. Тому в XIV—XV ст. на деякий час постали дві нові митрополії — для Галицько-Волинської (Галицька митрополія) і Литовської (Литовська митрополія) держав. Митрополит з осідком у Москві та у Литві титулувався далі «Митрополит київський і всієї Руси».
У 1448 році остаточно оформилася Московська митрополія (з 1589 р. — патріархія), яка припинила зв'язки з Царгородом, а українсько-білоруські землі залишилися у складі Київської митрополії Константинопольського патріархату. В польсько-литовській державі права митрополита обмежували як польські королі чи великі князі литовські, так і патріархи (від них було узалежнено деякі братства — ставропігії, та деякі монастирі). Митрополитів обирав тепер собор єпископів з участю князів та духовенства, пізніше затверджував великий князь чи король. Протягом 1475—1497 рр. митрополитів обирали руські вельможі та клір. У 1498 році з призначення великого князя Олександра (а не вибором на соборі) митрополитом став Йосиф Болгаринович. Це був перший вияв права патронату, що ставило ієрархію в особливу залежність від світської влади. Затвердження (благословення) патріарха стало лише формальністю.
Після Берестейської унії 1596 року недовгий час існувала тільки одна київська митрополія, поєднана із Римом (греко-католицька). З відновленням Київської православної митрополії у 1620 році діяли дві — православна і католицька — київські митрополії. Православного митрополита обирали тоді на зібранні священиків, гетьмана і козацької старшини (але, наприклад, Петра Могилу обрали православні посли на варшавському сеймі 1632 р.). Король Владислав IV затвердив цей вибір, а патріарх благословив обраних. Із зростанням впливів Москви київські православні митрополити швидко втратили свої права та привілеї. У 1686 році їх було підпорядковано московському патріархові. У 1688 році у них було забрано титул «і всієї Русі» та наказано титулуватися «київський, галицький і Малия Росії». З 1721 року київські митрополити були призначувані Святійшим Синодом. Протягом 1722—1743 рр. у них навіть відібрали титул митрополита. З 1770 року було заборонено в титулі вживати слова «і Малия Росії». Таким чином, митрополита фактично було зведено до стану єпархіальних архієреїв. Проте ще у XVIII ст. київськими митрополитами були українці; у XIX ст. — переважно росіяни.